# 時事放談
『時事放談』（じじほうだん）は、TBS系列局（一部地域を除く）、並びにBS-TBSで毎週日曜日早朝に放送されていた、政治をテーマにした座談会番組（報道討論番組）である。

## 第1期（1957年 - 1987年）
ラジオ東京テレビ時代の1957年7月28日から日曜日の朝の番組として生放送され、朝日新聞出身の細川隆元と日本経済新聞出身の小汀利得の歯に衣着せぬ毒舌が評判を得ていた。後に小汀が体調を崩し、1970年6月7日放送分で番組を降板して以降は、細川と藤原弘達、土屋清、加藤寛（経済学者）、参議院議員の斎藤栄三郎（1974年3月に参院選出馬のために降板）らなど主に大臣クラスの大物国会議員や政界の主要人物らを招き、1対1の対談形式となる。
番組のオープニングで桝井論平(当時TBSアナウンサー）が『時事放談』『けさのお話は細川隆元さんと藤原弘達さんです』や番組スポンサーを読み上げていた。
番組は開始当初から暫くはモノクロ放送だったが、1970年10月4日からカラー放送となった。
30年目の1987年3月29日に同タイトルでの放送を終了し、以後は『日曜放談』に改題して、同年4月5日から1992年3月29日まで放送した。
毎回番組の途中で女性アナウンサーが対談者に茶菓子を供す場面がある。

### ネット局
- 東京放送（現・TBSテレビ、制作局）
- 北海道放送
- 青森放送 → 青森テレビ
- 岩手放送（現・IBC岩手放送）
- 東北放送
- 秋田放送
- 山形放送
- 福島テレビ → テレビユー福島
- 山梨放送 → テレビ山梨
- 新潟放送[7]
- 信越放送
- 静岡放送
- 北日本放送[7]
- 北陸放送[7]
- 福井放送[7]
- 中部日本放送（現・CBCテレビ）

- 朝日放送（現・朝日放送テレビ） → 毎日放送
- 山陰放送
- 山陽放送（現・RSK山陽放送）
- 中国放送
- 山口放送 → テレビ山口
- 四国放送
- 南海放送
- 高知放送 → テレビ高知
- RKB毎日放送
- 長崎放送
- 熊本放送
- 大分放送
- 宮崎放送
- 南日本放送
- 琉球放送

### 時事放談とビートルズ
ビートルズが来日した1966年に、細川隆元と小汀利得が番組内で数回批判した。最初は5月22日の放送分で、主催者の一つである読売新聞社や「あんな連中に外貨の許可を与えるな」と大蔵大臣の福田赳夫を批判した。視聴していた首相の佐藤栄作が日本武道館の使用に難色を示す旨を秘書官に語り、読売新聞社主で日本武道館会長の正力松太郎に伝わった。日本武道館の使用は5月25日に許可されたが、翌日に「日本武道館は会場として使わないことにした」と正力が語った。本件は5月29日放送分でも語り、6月5日の放送で「夢の島でやればいいんだ」「こじき芸人だ」と発言した。
6月9日に読売新聞朝刊の社告で「日本武道館を使用する」と発表したが、細川と小汀の度重なる発言を放送したTBSへ国内各地から抗議が殺到し、毎週月曜日23時15分から30分間の討論番組『話題をつく』で、細川・小汀とビートルズファンの少女達が論戦する『ビートルズにけちをつけないで』を6月20日に放送した。

### 放送途中開始事件
1973年7月29日の放送は、放送終盤の約10分ほどしか放送されない事態となった。これは、細川隆元が軽井沢へ避暑するため地元系列局の信越放送が担当して現地から放送する予定だった。しかし、7月上旬にこの予定が取り止めとなり、通常通りTBSからの放送になったものの、当番組の制作・技術スタッフにきちんと伝わっていなかった。このため、細川と当日の出演者だった藤原弘達が8時にスタジオへ到着した際には真っ暗な状態であった。そこで、出勤していた他の技術スタッフを集めて急ごしらえで設営をしたものの8時30分の放送開始には間に合わず、放送体制が整うまでの間『山と海と太陽』という国民休暇村を撮影した短編映画が放送された。ようやく対談が始まったものの、番組の最後に「あと15秒しかないのか、これじゃ言論弾圧だよ」と発言。視聴者から「細川の発言が政治的に不適当だとして放送局側が意図的に放送をカットしたのでは」と思い込み、TBSに抗議の電話が続く事態となった。

### 時事放談と三菱銀行人質事件
1979年1月26日に発生した三菱銀行人質事件で大阪府警察が突入準備を始めた時、TBSは『時事放談』の生放送を毎日放送の現地中継映像に切り替え、狙撃隊が突入して狙撃した強盗を搬送するまで放送し、本番組が途中で打ち切られた唯一の事例となる。
この当時、MCの細川隆元や出演者らには事前の承諾を得ており、細川は「いつ（事件現場からの中継の映像に）切り替わるかわからないが…」との断りのコメントを入れ、強行突破が行われたころは、当時毎日放送アナウンサーだった水谷勝海による実況が行われていた。

### ゴールデンタイムの特別編
1981年4月19日、20時から20時54分に生放送された「日曜特集」において「長嶋茂雄と時事放談」なるスピンオフ特別番組が企画された。同番組では、細川隆元、藤原弘達による対談に、前年（1980年）シーズン終了後に読売巨人軍の監督を解職された長嶋茂雄（当時：プロ野球評論家）が参加するというもので、球界復帰のめどなどの真相を語った

## 第2期「〜ワイドショー政治を叱る」（2004年 - 2018年）
1987年3月に一旦終了したが、2004年4月4日から2018年9月30日まで「〜ワイドショー政治を叱る」（〜ワイドショーせいじをしかる）のサブタイトルを付して毎週日曜日6:00 - 6:45に放送していた。
司会とゲスト出演者2名の計3名が、直近の政治・経済・文化・国際・社会情勢を談義する。アシスタントは、番組開始時に項目と茶菓子の紹介、本編中でフリップボードの説明を務め、談義に参加する場合もみられる。
基本的に毎週金曜日に収録しており、出演者の発言内容は収録回の放送前に番組宣伝も兼ねて、ニュース番組などで紹介される場合もある（主に土曜昼のJNNニュースにて。ただし、放送はローカル枠最終項目となっており、未ネット局及び遅れネット局へ配慮されていた。なお、ゲストの都合などにより放送前日に録って出し収録となることも稀にあったが、その場合はニュース番組での紹介はない）。
2018年9月30日（715回）の放送を以って放送を終了した。これにより通算44年5か月の歴史に幕を下ろすこととなった。最終回のゲストは菅義偉と増田寛也。同時間帯はその後、2018年10月7日から2021年3月28日までの『じょんのび日本遺産』を得て2021年4月4日より『バナナマンの早起きせっかくグルメ!!』が放送されている。
事実上の後継番組は、討論コーナーをメインに放送しているBS-TBSの『報道1930』である（2018年10月1日開始、制作協力が同じTBSビジョン→TBSスパークル）。

### 司会
- 岩見隆夫（毎日新聞社記者・特別顧問、2004年4月 - 2007年3月25日）
- 御厨貴（政治学者・当時東京大学教授、2007年4月1日 - 2018年9月30日）

#### アシスタント
いずれも出演時点でTBSアナウンサー。
- 小島慶子（2004年4月4日 - 2010年6月20日）
- 木村郁美（小島の産休時の代役、2005年10月30日 - 2006年3月）
- 竹内香苗（2010年6月27日 - 2011年8月28日）
- 岡村仁美（2011年9月4日 - 2015年3月29日）
- 出水麻衣（2015年4月5日 - 2018年9月30日）

### ゲスト出演者
初出演順。ゲストは1436人出演した。
1. 中曽根康弘 23回
2. 宮澤喜一 21回
3. 塩川正十郎 74回
4. 野中広務 137回[注 6]
5. 後藤田正晴 17回
6. 土井たか子 2回
7. 村山富市 3回
8. 瀬戸内寂聴 11回
9. 大河原良雄 1回
10. 緒方貞子 2回
11. 日野原重明 4回
12. 森喜朗 30回
13. 渡部恒三 91回
14. 岡崎久彦 1回
15. 田中秀征 2回
16. 加藤周一 1回
17. 趙啓正 1回
18. 諸井虔 1回
19. 武部勤 1回
20. 岡田克也 6回
21. 松本健一 2回
22. 半藤一利 19回
23. ジェラルド・カーティス 43回
24. 野田聖子 7回
25. 加藤紘一 37回
26. 堺屋太一 11回
27. 渡邉恒雄 2回
28. 平沼赳夫 1回
29. 養老孟司 2回
30. 御厨貴 9回
31. 山崎拓 8回
32. 寺島実朗 1回
33. 渡辺恒雄 10回
34. 藤井裕久 134回
35. 松野頼三 1回
36. 寺島実郎 13回
37. 奥田碩 1回
38. 綿貫民輔 1回
39. 浅野史郎 5回
40. 筑紫哲也 2回
41. 片山善博 99回
42. 与謝野馨 6回
43. 東国原英夫 1回
44. 武村正義 97回
45. 鶴見俊輔 1回
46. 亀井静香 9回
47. 半藤一利氏 1回
48. 増田寛也 98回[注 7]
49. 鳩山邦夫 2回
50. 仙谷由人 32回
51. 浜矩子 53回
52. 野田佳彦 5回
53. 細野豪志 4回
54. 枝野幸男 14回
55. 飯尾潤 1回
56. 石破茂 69回
57. 玄葉光一郎 6回
58. 田中均 16回
59. 海部俊樹 1回
60. 大島理森 4回
61. 辻元清美 1回
62. 石原信雄 1回
63. 野田毅 1回
64. 馬淵澄夫 1回
65. 前原誠司 21回
66. 安住淳 1回
67. 林芳正 2回
68. 鴨下一郎 12回
69. 高村正彦 6回
70. 塩崎恭久 10回
71. 水野和夫 1回
72. 古賀誠 20回
73. 宮家邦彦 1回
74. 丹羽宇一郎 24回
75. 菅義偉 7回
76. 野口悠紀雄 1回
77. 北川正恭 3回
78. 二階俊博 9回
79. 小野寺五典 1回
80. 江田五月 1回
81. 玉木雄一郎 15回
82. 漆原良夫 6回
83. 与良正男 1回
84. 蓮舫 1回
85. 大串博志 3回
86. 山田孝男 1回
87. 小泉純一郎 1回
88. 小池百合子 1回
89. 岸田文雄 4回
90. 中谷元 9回
91. 村上誠一郎 11回
92. 平沢勝栄 1回
93. 船田元 1回

| 名前   | 中曽根 | 宮澤 | 塩川 | 野中 | 後藤田 | 森 | 渡部 | 加藤 | 藤井 | 武村 |
| ------ | ------ | ---- | ---- | ---- | ------ | -- | ---- | ---- | ---- | ---- |
| 中曽根 | -      |      |      |      |        |    |      |      |      |      |
| 宮澤   | 1      | -    |      |      |        |    |      |      |      |      |
| 塩川   | 1      | 11   | -    |      |        |    |      |      |      |      |
| 野中   | 0      | 0    | 0    | -    |        |    |      |      |      |      |
| 後藤田 | 0      | 0    | 6    | 10   | -      |    |      |      |      |      |
| 森     | 1      | 0    | 3    | 0    | 0      | -  |      |      |      |      |
| 渡部   | 0      | 0    | 10   | 18   | 0      | 25 | -    |      |      |      |
| 加藤   | 0      | 0    | 1    | 1    | 0      | 0  | 8    | -    |      |      |
| 藤井   | 0      | 0    | 9    | 27   | 0      | 0  | 0    | 4    | -    |      |
| 武村   | 0      | 0    | 6    | 1    | 0      | 0  | 8    | 3    | 7    | -    |

### スタッフ
- 構成（ノークレジット）：日野原幼紀
- 協力（ノークレジット）：松田喬和（毎日新聞専門論説委員）
- TM：古閑敏真
- 効果：木村光成
- TK：三浦涼子
- 美術：金子俊彦
- 美術制作：立原英生
- ヘアメイク：立沢恵子
- スタイリスト：河西真弓
- 菓子コーディネート：北浦千弘
- イラスト協力：黒鉄ヒロシ
- 宣伝：重原由佳
- AD：川村麻衣子
- ディレクター：永井誠、森本秀史
- プロデューサー：高橋正嘉（以前は、番組プロデューサー）、匂坂緑里
- 制作プロデューサー：石塚博久
- 制作協力：TBS VISION
- 製作著作：TBS

過去のスタッフ（第1期）
- 制作プロデューサー：中富尚志
- 進行：本間敦
- TK：末武芙美子
- デスク：佐々木享子

#### 過去のスタッフ（第2期）
- TM：今野修
- 効果：村上隆也
- 美術：伊藤隆
- 宣伝：樋口真佳

### オープニング・テーマ
- 『トランペットと2つのオーボエのための通奏低音協奏曲ニ長調』 - ゲオルク・フィリップ・テレマン作曲

### エンディングテーマ
- 『パフ』 - 歌：ピーター・ポール&マリー（ワーナーミュージック・ジャパン）

### ネット局（2012年4月 - 2018年9月）

#### 同時ネット局
- TBSテレビ（制作局）
- CBCテレビ[注 8]（2006年2月26日までも同時ネット。2006年3月から2008年4月8日までは火曜4:45に放送、その後2009年10月4日までは日曜5:30に放送）
- あいテレビ
- BS-TBS（2007年3月25日までも同時ネット。2007年4月から2007年9月30日までは日曜 22:00に放送、その後2007年10月7日まではも再び同時ネットに放送）

#### 先行ネット局
いずれも日曜 5:30 - 6:15
- 毎日放送
- 山陽放送（2009年3月までは日曜 5:30 - 6:15に放送、2010年3月までは同時ネット、2010年4月から再び先行ネットで放送）
- 宮崎放送（2012年4月1日までは同時ネット、2015年3月までは先行ネット、2017年10月8日から再び先行ネット）

#### 遅れネット局
- 中国放送（月曜 4:45 - 5:30）
- TBSニュースバード（日曜 21:00 - 22:00　原則として。月1回程度メンテナンスにより休止。また、『SAMURAI BASEBALL』の放送がある日には放送時間変更がある）

#### 途中で打ち切られた放送局
- 青森テレビ（2005年3月27日に打ち切り）
- IBC岩手放送（2005年9月25日に打ち切り）
- チューリップテレビ（2004年10月3日よりネット開始するも2005年10月9日に打ち切り[24]）
- テレビユー山形（2006年3月26日に打ち切り）
- 新潟放送（2007年3月25日に打ち切り）
- 北海道放送（2008年3月30日に打ち切り）
- 山陰放送・信越放送（2009年3月29日に打ち切り）
- RKB毎日放送（2010年3月23日に打ち切り）
- 南日本放送（2011年3月27日に打ち切り）
- 琉球放送（2017年3月26日に打ち切り）

#### その他
- CS放送「TBSニュースバード」・BSデジタル放送「BS-TBS」でも放送されていた（事実上の全国放送）ため、地上波では放送されない地域やTBS系列局がない地域でも、TBSニュースバードやBS-TBSを通じての視聴が可能となっていた。
- 元旦スペシャルについてはレギュラー放送をネットしない系列局も含めて同時ネットで放送されていた。
- 2013年9月8日はTBS系列地上波で報道特別番組『なるか!?2020東京五輪 運命の一日完全生中継』（0:58 - 6:45、当初予定より75分延長）放送のため、TBSと同時ネットの地上波系列局では当番組を急遽休止したが、BS-TBSでは通常の放送時間帯に、制作局TBSからBS-TBS並びに『運命の一日完全生中継』の非ネット局における当番組同時ネット局への裏送りネットとした。
- マスターズ・トーナメント、および世界陸上、全米プロゴルフ選手権[注 9]の開催期間中は原則として地上波・衛星放送（BS・CS）共に放送休止となった。